# Car Wen od Zapadnog Weija
Car Wen od Zapadnog Weija ((西)魏文帝) (507–551), osobno ime Yuan Baoju (元寶炬), bio je prvi car kineske/Xianbei države Zapadni Wei - nasljednice ranije države Sjeverni Wei.  Prije nastanka te države Yuan Baoju je kao član vladarske kuće Sjevernog Weija imao titulu princa od Nanyanga. Godine 534. je svog rođaka cara Xiaowua slijedio u bijegu iz prijestolnice Luoyang u Chang'an, a nakon svađe cara i njegovog vrhovnog komandanta Gao Huana. Xiaowu je utočište našao kod sebi odanijeg generala Yuwen Taia. Odnosi s novim generalom su se, međutim, toliko pokvarili da je 535. Yuwen Tai dao otrovati cara; potom je Yuan Baoju proglašen carem (kao car Wen).  Još prije toga je Gao Huan proglasio Yuan Shanjiana za cara (pod imenom Xiaojing), čime je stvorena država Istočni Wei. Time je formalizirana podjela države na dva dijela. Car Wen je, za razliku od svog prethodnika, imao dobre odnose s Yuwenom, ali nije imao nikakvu efektivnu vlast.
Njegova supruga ujedno i prva carica novonastale države bila je Carica Yifu, s kojom je ima 12 djece.